# 錐頭平肩光魚
錐頭平肩光魚，為管肩魚科的其中一種，為深海魚類，分布於印度西太平洋海域，深度820-900公尺，體長可達19.3公分，棲息在底中層水域，生活習性不明。

## 扩展阅读
維基物種上的相關：錐頭平肩光魚